# Rajon Pryluky
Der Rajon Pryluky (ukrainisch Прилуцький район Pryluzkyj rajon; russisch Прилукский район Prilukski rajon) ist ein ukrainischer Rajon mit etwa 150.000 Einwohnern. Er liegt in der Oblast Tschernihiw und hat eine Fläche von 5214 km², der Verwaltungssitz befindet sich in der namensgebenden Stadt Pryluky.

## Geographie
Der Rajon liegt im Südosten der Oblast Tschernihiw und grenzt im Westen und Norden an den Rajon Nischyn, im Nordosten an den Rajon Konotop (in der Oblast Sumy gelegen), im Osten an den Rajon Romny (Oblast Sumy), im Südosten an den Rajon Myrhorod (in der Oblast Poltawa gelegen), im Süden an den Rajon Lubny (Oblast Poltawa) sowie im Südwesten an den Rajon Browary und Rajon Boryspil (in der Oblast Kiew gelegen).

## Geschichte
Der Rajon wurde am 7. März 1923 gegründet und ist seit 1991 ein Teil der heutigen Ukraine.
Am 17. Juli 2020 kam es im Zuge einer großen Rajonsreform zur Auflösung des alten Rajons und einer Neugründung unter Vergrößerung des Rajonsgebietes um die Rajone Itschnja, Sribne, Talalajiwka und Warwa sowie der bis dahin unter Oblastverwaltung stehenden Stadt Pryluky.

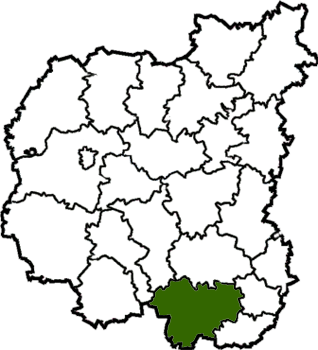
Rajon Pryluky bis Juli 2020
Rajonsgebiet ab Juli 2020

## Administrative Gliederung
Auf kommunaler Ebene ist der Rajon in 11 Hromadas (2 Stadtgemeinden, 7 Siedlungsgemeinden und 2 Landgemeinden) unterteilt, denen jeweils einzelne Ortschaften untergeordnet sind.
Zum Verwaltungsgebiet gehören:
- 2 Städte
- 9 Siedlungen städtischen Typs
- 257 Dörfer
- 11 Ansiedlungen

Die Hromadas sind im Einzelnen:
- Stadtgemeinde Pryluky
- Stadtgemeinde Itschnja
- Siedlungsgemeinde Ladan
- Siedlungsgemeinde Lynowyzja
- Siedlungsgemeinde Mala Diwyzja
- Siedlungsgemeinde Parafijiwka
- Siedlungsgemeinde Sribne
- Siedlungsgemeinde Talalajiwka
- Siedlungsgemeinde Warwa
- Landgemeinde Jabluniwka
- Landgemeinde Suchopolowa